# Санта-Мария-да-Девеза
Санта-Мария-да-Девеза (порт. Santa Maria da Devesa) — район (фрегезия) в Португалии, входит в округ Порталегре. Является составной частью муниципалитета Каштелу-де-Виде. По старому административному делению входил в провинцию Алту-Алентежу. Входит в экономико-статистический субрегион Алту-Алентежу, который входит в Алентежу. Население составляет 1716 человек на 2001 год. Занимает площадь 56,36 км².